# Ебинур
Ебинур (на китайски: 艾比湖; на пинин: Àibǐ Hú) е безотточно солено езеро в Северозападен Китай, в Синдзян-уйгурския автономен регион с площ 800 – 1070 km², обем 0,76 km³, дълбочина до 2,8 m.
Езерото Ебинур е разположено в пустинна котловина в западната част на Джунгарската равнина на 189 m н.в., на 35 km югоизточно от границата с Казахстан, в южния край на прохода Джунгарски врати. Площта му е 1070 km², а при ниски води – около 800 km², като се разпада на 2 водоема. В зависимост от постъпващата в него вода колебанията на водното ниво достигат до 5 m. Бреговете му са ниски, пустинни, с изключение на югоизточното му крайбрежие, където се вливат реките Боротала и Дзинхъ и където те са земеделски усвоени. От югоизток в него се влива река Карасу, а от изток – река Куйтун (Джергалан). През последните 50 години езерото се намира в стадий на съкращаване, като през повечето време се състои от два обособени водоема. Солеността на водата е много висока – 87 g/l, два и половина пъти повече от тази на морската вода, поради което в самото езеро няма живот. Древните му брегови езерни тераси се наблюдават на височина до 50 m. През зимата замръзва.